# Zespół przyrodniczo-krajobrazowy „Sucha Dolina w Moskulach”
Zespół Przyrodniczo-Krajobrazowy „Sucha Dolina w Moskulach” – jeden z obszarów chronionej przyrody na terenie Parku Krajobrazowego Wzniesień Łódzkich, w granicach administracyjnych miasta Łodzi. Granicę obszaru wyznaczają łódzkie ulice: Strykowska, Okólna i Moskule, a od północy pokrywa się ona z granicą administracyjną miasta. „Sucha Dolina w Moskulach” zajmuje powierzchnię około 162 ha i utworzono ją w 2010 roku, co czyni ją najmłodszą spośród przestrzennych form ochrony przyrody na terenie Parku Krajobrazowego Wzniesień Łódzkich. Obszar ten obejmuje jedno z ramion źródliskowego odcinka rzeki Młynówki, które okresowo prowadzi wody oraz tereny przylegające do Lasu Łagiewnickiego, w związku z czym dolina ta stanowi korytarz ekologiczny umożliwiający migrację zwierząt i prawidłowe działanie jego ekosystemów. Z roślin występujących na terenie doliny wyróżnić można bodziszka łąkowego i pasternaka, skupione zazwyczaj w łąkach świeżych. Ponadto znajduje się tutaj las grądowy. Położenie doliny w strefie krawędziowej Wzniesień Łódzkich i jej naturalnej rzeźby sprawia, że teren ten pełny jest bogatych walorów krajobrazowych.